# Siarhey Kisliak
Syarhey Kislyak (en bielorruso: Сяргей Кісляк; en ruso: Сергей Кисляк; Kamyanyets, Bielorrusia, 6 de agosto de 1987) es un exfutbolista bielorruso que jugaba como centrocampista.

## Selección nacional
Fue internacional con la selección de Bielorrusia en 74 ocasiones, en las que marcó nueve goles, entre 2009 y 2021.

## Clubes
| Club                     | País        | Año       |
| ------------------------ | ----------- | --------- |
| F. K. Dinamo Minsk       | Bielorrusia | 2004-2010 |
| F. C. Rubin Kazán        | Rusia       | 2011-2016 |
| F. C. Krasnodar (cedido) | Rusia       | 2012      |
| Gaziantepspor            | Turquía     | 2016-2017 |
| F. C. Irtysh Pavlodar    | Kazajistán  | 2018      |
| F. C. Dinamo Brest       | Bielorrusia | 2018-2020 |
| F. K. Dinamo Minsk       | Bielorrusia | 2021-2022 |
| F. C. Dinamo Brest       | Bielorrusia | 2023-2024 |

## Palmarés

### Títulos nacionales
| Título                      | Club               | País        | Año  |
| --------------------------- | ------------------ | ----------- | ---- |
| Liga Premier de Bielorrusia | F. K. Dinamo Minsk | Bielorrusia | 2004 |
| Copa de Rusia               | F. C. Rubin Kazán  | Rusia       | 2012 |
| Supercopa de Bielorrusia    | F. C. Dinamo Brest | Bielorrusia | 2019 |
| Liga Premier de Bielorrusia | F. C. Dinamo Brest | Bielorrusia | 2019 |
| Supercopa de Bielorrusia    | F. C. Dinamo Brest | Bielorrusia | 2020 |